# Герб Новоржевского района
Герб муниципального образования Новорже́вский райо́н Псковской области Российской Федерации — опознавательно-правовой знак, служащий официальным символом муниципального образования.
Герб утверждён решением Новоржевского районного Собрания депутатов № 4 от 12 июля 2001 года.
Герб внесён в Государственный геральдический регистр Российской Федерации под регистрационным номером 801.

## Описание герба
«В золотом поле три серебряных, тонко перевитые черным бунта пеньки один подле другого».
Герб может воспроизводиться в двух равнодопустимых версиях:
 — без вольной части;
 — с вольной частью с гербом Псковской области в верхнем углу (версия герба с вольной частью вступает в силу после внесения герба Псковской области в Государственный геральдический регистр Российской Федерации).

## Обоснование символики

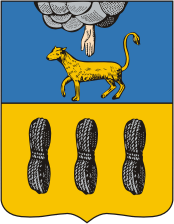
Герб Новоржева (1781 год)

За основу герба муниципального образования «Новоржевский район» города Новоржева взят исторический герб города Новоржева, Псковского Наместничества утверждённый 28 мая 1781 года, подлинное описание которого гласит: «В верхней части щита герб Псковский. В нижней — в золотом поле, три волокна пеньки, связанныя, означающая изобилие сего произростания в окрестностях онаго города».
Золото в геральдике символизирует прочность, величие, интеллект, великодушие, богатство.
Серебро в геральдике — символ чистоты, мудрости, благородства, мира, взаимосотрудничества.
Чёрный цвет в геральдике символизирует благоразумие, мудрость, скромность, честность и вечность бытия.
Герб разработан при содействии Союза геральдистов России.
Авторы реконструкции исторического герба Новоржева в качестве официального символа Новоржевского района: идея — Константин Моченов (Химки); художник — Роберт Маланичев (Москва); компьютерный дизайн — Сергей Исаев (Москва).